# حملة شمال شرق فرنسا (1814)

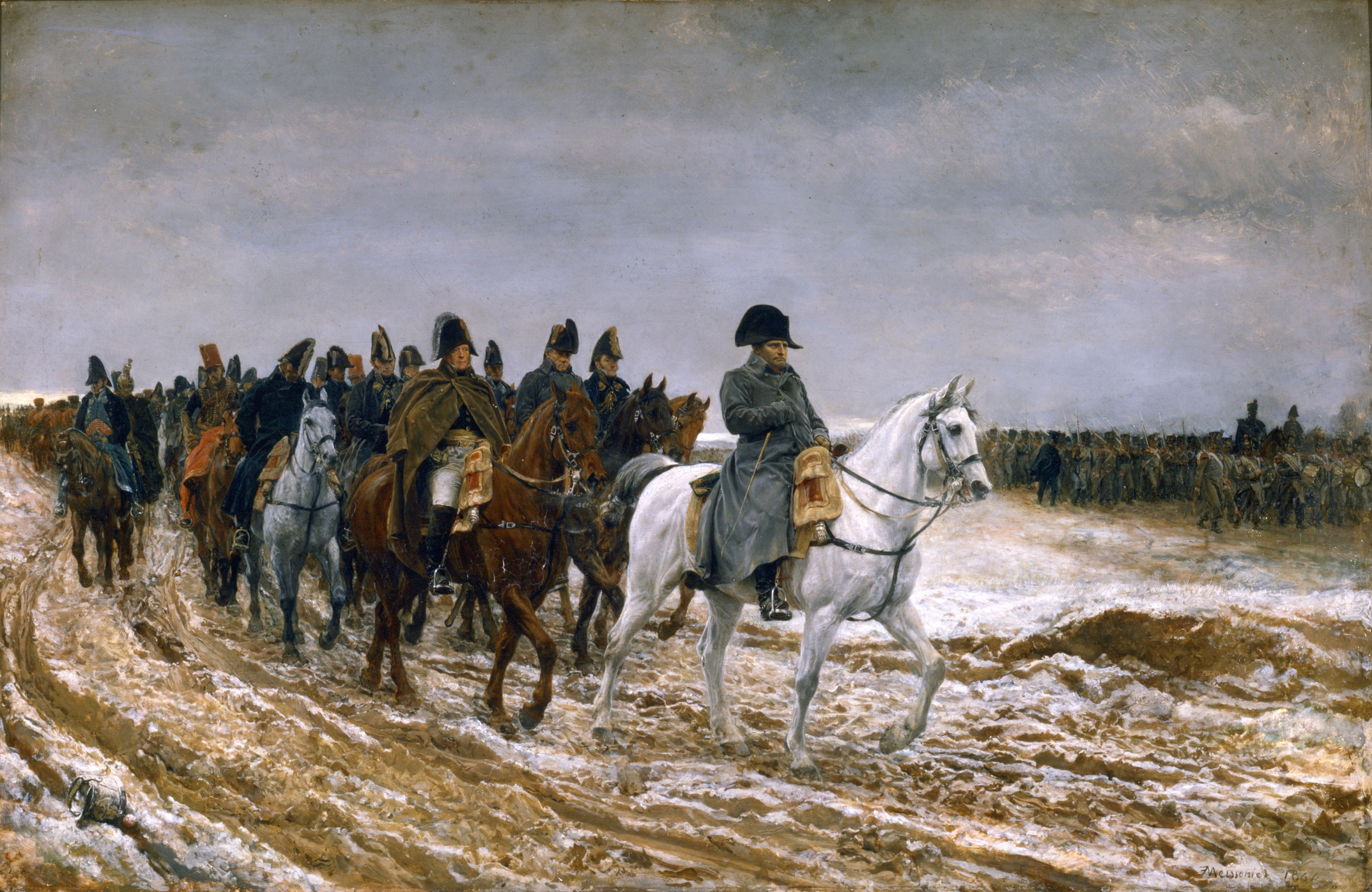

كانت حملة شمال شرق فرنسا عام 1814 هي آخر حملة عسكرية في سياق حرب التحالف السادس. بعد الانتصار في معركة لايبزيغ عام 1813، احتلت قوات التحالف السادس فرنسا ممثلة بالجيوش الروسية والنمساوية والألمانية. بالرغم من عدم التكافؤ العددي لصالح الغزاة، تمكن نابليون من إلحاق عدد من الهزائم بالحلفاء خصوصًا خلال حملة الأيام الستة. لكن التحالف استمر في التقدم باتجاه باريس التي استسلمت في أواخر مارس من عام 1814. نتيجة ذلك عُزل نابليون ونفي إلى جزيرة إلبا وأعادت القوى المنتصرة رسم خريطة أوروبا من خلال اتفاقية باريس الأولى وخلال المراحل الأولى من مؤتمر فيينا.

## خلفية تاريخية
بعد هزيمتهما في حربي التحالفين الرابع والخامس، أُجبرت كل من بروسيا والنمسا على التحالف مع فرنسا خلال الحملة على روسيا. عندما أدت هذه الحملة إلى تدمير جيش نابليون الكبير، استغلت بروسيا والنمسا هذا الوضع من خلال تشكيل التحالف السادس ضد فرنسا. تحول الانسحاب من روسيا إلى حرب جديدة على الأراضي الألمانية حيث هُزم نابليون بشكل حاسم في معركة لايبزيغ. ثم انقلب معظم الدول الأوروبية على فرنسا وبدأت باحتلالها.

## الوضع الاستراتيجي
عند عبور آخر جندي فرنسي إلى الضفة الغربية لنهر الراين، تضاربت آراء المستشارين الذين أبدوا رأيهم في مجالس ومقرات أعضاء التحالف. بالرغم من أن الإمبراطور الروسي ألكسندر الأول طلب من جيوش التحالف أن تتقدم، كان الجميع خائفًا من الحرب، وشعر الكثيرون أن حشر نابليون وفرنسا في الزاوية تصرف غير حكيم. وهكذا ظهر توقف مطول في العمليات استغلته الجيوش في تجديد عتادها وما إلى ذلك، ولكن في النهاية انتصر حزب الشباب الألماني بقيادة بلوشر والمقاتلين الكبار في الجيش. بدأت قوات التحالف بعبور نهر الراين بشكل قوة ثلاثية الأجزاء.
- جيش بوهيميا أو الجيش الكبير المكون من 200,000 إلى 210,000 جندي نمساوي بقيادة أمير شفارتسنبرغ، والذي عبر من خلال الأراضي السويسرية (منتهكًا حيادية الكانتونات) وقطع نهر الراين بين بازل وشافهاوزن في العشرين من ديسمبر عام 1813.
- جيش سيليزيا المكون من 50,000 إلى 75,000 جندي بروسي وروسي تحت قيادة الأمير بلوشر، والذي قطع نهر الراين بين راستات وكوبلنتس في الأول من يناير عام 1814.[2]
- جيش الشمال المكون من نحو 120,000 جندي منها الفيلق الروسي البروسي تحت قيادة فينتسينغيروده وبولوف، والقوات الهولندية بقيادة الأمير بيرنادوته. كان على هذا الجيش التحرك للدعم على الجناح الأيمن عبر هولندا ولاون (في منطقة بيكاردي شمال فرنسا). لم تكن هذه القوة جاهزة عند بدء الحملة، ولم تصل إلى مكان انتشارها في الواقع حتى مارس.

من أجل ملاقاة هذا الجيش، اضطر نابليون -بقرار من مجلس الشيوخ في التاسع من أكتوبر عام 1813- إلى بدء عملية تجنيد استباقية للمجندين من دفعتي 1814 و 1815. شكل هؤلاء المجندون الشباب قليلو الخبرة غالبية الجيش الفرنسي الجديد الذي دعي باسم ماري لويز تكريمًا للإمبراطورة الشابة ماري لويز.
لكنه في النهاية لم يجمع سوى 200,000 جندي، منهم 100,000 تحت قيادة دق ويلينغتون على الجبهة الإسبانية، و20,000 آخرون اضطروا للدفاع عن مخارج الطرق الجبلية من جبال الألب. وهكذا بقي أقل من 80 ألف جندي على الجبهة الشرقية والشمالية الشرقية. بالرغم من أن أعداد جيشه كانت ضئيلة، لكن نابليون الآن كان يحارب على أراضيه، وبالتالي كان إيجاد الطعام في كل مكان أمرًا سهلا، كما أن خطوط الاتصالات دائمًا متوفرة.

## الحملة العسكرية
حاول نابليون مواجهة تقدم جيش سيليزيا بعد عبورهم للنهر بفترة قصيرة لكنه وصل متأخرًا، وبدأ بعملية المطاردة. في الخامس والعشرين من يناير دخل بلوشر مدينة نانسي وفي حين كان يتقدم بسرعة على امتداد وادي موزيل، بقي على اتصال مع الحرس النمساوي المتقدم قرب لا روتيير مساء الثامن والعشرين من يناير.
في التاسع والعشرين من يناير تمكن نابليون من اللحاق ببلوش وبدأ الهجوم. تفاجئ مقر العمليات الخاص ببلوش حتى أن بلوشر ذاته كاد يسقط أسير الهجوم المباغت الذي شنته القوات الفرنسية (معركة بريان)، خصوصًا بعد العلم بأن الإمبراطور كان موجودًا شخصيًا في المعركة. انسحب بلوشر عدة أميال في الصباح التالي ليستقر في موقع حصين يغطي مخارج الطرق الضيقة في بار سور أوبه. هناك انضم إليه الحرس الأمامي النمساوي وقررا سويًا أن يقبلوا بالمعركة، لكن الأمر كان شبه إجباري عمليًا إذ لم يتوفر بديل للمواجهة نظرًا لضيق وازدحام الطرق المجاورة بشكل يجعل الانسحاب أمرًا شبه مستحيل. في ظهيرة الثاني من فبراير بدأ نابليون معركة لا روتيير، لكن الطقس كان شديد السوء، والأرض كانت ثقيلة لدرجة أن مدفعيته المفضلة وسلاحه الأساسي في نظامه الحربي كانت عديمة الفائدة، وفي الثلوج التي غطت ساحة المعركة في الكثير من المناطق فقدت أرتال الجيش توجهها وتأذت بشكل كبير من قبل القوزاق. في المساء توقف القتال وعاد الإمبراطور إلى لسمونت، ومن ثم إلى تروا، وبقي المارشال مارمون مسؤولًا عن مراقبة العدو.

### فوشامب
نظرًا لحالة الطرقات، أو لعله الكسل الشديد الذي لطالما اتصف به مقر شفارتسنبرغ، لم تصدر أية أوامر بالملاحقة. ولكن في الرابع من فبراير حصل بلوشر -المغتاظ من هذا الكسل- على الإذن من ملكه فردريك الثالث ملك بروسيا، لنقل خط عملياته إلى وادي مارن، عُين له فيلق بالن من القوزاق من أجل تغطيه جانبه الأيسر والمحافظة على خط تواصل مع النمساويين.
واثقًا من أمانه خلف هذا الحاجز، تقدم من فيتري على امتداد الطرقات التي تقود إلى وادي مارم، وذلك بأرتال عسكرية واسعة متباعدة من أجل تسهيل التقسيم والمأوى الذي كان ضروريًا في تلك الظروف الجوية السيئة. كان بلوشر نفسه في سيزان خلال ليلة 7/8 فبراير، على الجناح المكشوف لكي يكون أقرب إلى مصادر الاستخبارات، وكان بقية الجيش منتشرين في أربعة فيالق صغيرة في أو قرب ايبرناي ومونتميريل وإتوج، كما كانت التعزيزات في طريقها للانضمام إليه وكانت تقريبًا قرب فيتري في ذلك الوقت.
في الليل تفاجأ مركزه الميداني مرة أخرى، وعلم بلوشر أن نابليون بنفسه كان موجودًا وفي طريقه للانقضاض على قواته المشتتة. في الوقت ذاته سمع أن قوزاق بالن أتاهم الأمر بالانسحاب قبل يومين، وبالتالي كان الجناح مكشوفًا بشكل كامل. وهكذا انسحب بنفسه إلى إتوج محاولًا جمع فرقه المبعثرة.
كان نابليون أسرع من بلوشر بكثير، إذ قضى على الفيلق الروسي التاسع بقيادة أوسلوفييف في معركة شامبوبرت في العاشر من فبراير. أدى هذا إلى وضع جيش نابليون بين الحرس الأمامي لبلوشر وبين جيشه الأساسي. حول نابليون انتباهه إلى الحرس الأمامي متمكنًا من هزيمة أوستن-زاكن ويورك في مونتميرال في الحادي عشر من فبراير، كما هاجمهم وهزمهم مرة أخرى في اليوم التالي في معركة شاتو تييري. ثم تحول نابليون للهجوم على صلب جيش سيليزيا وتمكن من هزيمة بلوشر في معركة فوشامب قرب إتوج في الرابع عشر من فبراير متابعًا إياه حتى فيرتو. دفعت هذه الكوارث بجيش سيليزيا إلى الانسحاب بشكل كامل، وأسرع نابليون إلى تروا تاركًا بعض الوحدات بقيادة المارشالين مورتيير ومارمون للتعامل مع الأعداء.
هاجم نابليون بجيشه الأساسي جناح جيش شفارتسنبرغ النمساوي، والذي كان قد بدأ تقدمه المتمهل، ومرى أخرى في مورمان (17 فبراير) ومونترو (18 فبراير) وميري سور سين (21 فبراير). كانت الخسائر التي ألحقها بأعدائه شديدة لدرجة أنهم انسحبوا على عجل إلى بار سور أوبه.

### لاون
في الوقت الذي جمع فيه بلوشر قواته المبعثرة وكان يقود مارمون ومورتيير أمامه. حالما انتهى نابليون من القضاء على جيش شفارتسنبرغ عاد بجيشه متحركًا بحذاء سيزان، وانقض على يسار بلوشر دافعًا إياه للانسحاب إلى سواسون. كان هذا المكان حصنًا فرنسيًا سقط قبل يوم واحد فقط، وهذا ما لم يكن بعلم نابليون. هكذا تمكن جيش سيليزيا من الهروب، وفي مسيره الشمالي اجتمع بجيش بيرنادوته الشمالي في لاون، أدى هذا الاجتماع إلى وصول عدد القوات الواقعة تحت سيطرة بلوشر إلى أكثر من 100 ألف مقاتل.
في السابع من مارس، هجم نابليون على الحرس الأمامي لهذه القوة العسكرية في معركة كراون دافعًا إياهم للتراجع حتى لاون، حيث حدثت معركة لاون في التاسع من مارس. في هذه المعركة هُزم نابليون، وقرر الانسحاب إلى سواسون برفقة جنوده المتبقين الذين بلغ عددهم 30 ألف رجل فقط. لدى سماعه أن مدينة رانس سقطت على يد قوات التحالف تحت قيادة الجنرال الروسي فرنسي الأصل فيكومت دو سان بريست، تقدم نابليون أمام مقر قيادة بلوشر وتمكن من استعادة رانس في الثالث عشر من مارس في معركة أُصيب فيها سان بريست بجروح قاتلة.

### تبعات الحملة
في الثاني من أبريل، وافق مجلس الشيوخ الفرنسي على شروط التحالف وأصدر قرارًا بعزل نابليون. كما أصدر أعضاء مجلس الشيوخ في الخامس من أبريل لتبرير تصرفاتهم. كان نابليون قد تقدم حتى فونتينبلو حين علم باستسلام باريس. عندما اقترح نابليون التقدم بالجيش إلى العاصمة أعلن ضباطه العصيان. في الرابع من أبريل تنازل نابليون عن السلطة لصالح ابنه بوجود ماري لويز كوصية للعرش، لكن التحالف لم يقبل بهذا الأمر. أُجبر نابليون فيما بعد على إعلان تنازله غير المشروط بعد يومين فقط وتوقيع اتفاقية فونتينبلو.
أُرسل نابليون إلى المنفى في جزيرة إلبا وأعيد الحكم الملكي متمثلًا بالملك لويس الثامن عشر. أنهت اتفاقية باريس التي وقعها ممثلون للملكية الفرنسية وقوى التحالف حرب التحالف السادس رسميًا في الثلاثين من مايو عام 1814، معيدة فرنسا إلى حدود عام 1792 قبل مؤتمر فيينا. هرب نابليون من جزيرة إلبا في العام التالي لتبدأ فيما بعد حرب المئة يوم، والتي خسرها أخيرًا في معركة واترلو على يد التحالف السابع.